# Chặng đua MotoGP Bồ Đào Nha 2024
Chặng đua MotoGP Bồ Đào Nha 2024 là chặng đua thứ 2 của mùa giải đua xe MotoGP 2024. Chặng đua diễn ra từ ngày 22 tháng 3 năm 2024 đến ngày 24 tháng 3 năm 2024 ở trường đua Algarve International, Bồ Đào Nha.
Tay đua giành được pole là Enea Bastianini của đội đua Ducati, còn người giành chiến thắng cuộc đua Sprint race và đua chính lần lượt là Maverick Vinales của đội đua Aprilia và Jorge Martin của đội đua Pramac. Sau chặng đua, Jorge Martin là người dẫn đầu bảng xếp hạng tổng với 60 điểm.

## Kết quả cuộc đua Sprint race
| Stt                                                          | Số xe | Tay đua               | Đội đua                           | Xe      | Lap | Kết quả   | Xuất phát | Điểm |
| ------------------------------------------------------------ | ----- | --------------------- | --------------------------------- | ------- | --- | --------- | --------- | ---- |
| 1                                                            | 89    | Maverick Viñales      | Aprilia Racing                    | Aprilia | 12  | 19:49.636 | 2         | 12   |
| 2                                                            | 93    | Marc Márquez          | Gresini Racing MotoGP             | Ducati  | 12  | +1.039    | 8         | 9    |
| 3                                                            | 89    | Jorge Martín          | Prima Pramac Racing               | Ducati  | 12  | +1.122    | 3         | 7    |
| 4                                                            | 1     | Francesco Bagnaia     | Ducati Lenovo Team                | Ducati  | 12  | +4.155    | 4         | 6    |
| 5                                                            | 43    | Jack Miller           | Red Bull KTM Factory Racing       | KTM     | 12  | +4.329    | 5         | 5    |
| 6                                                            | 23    | Enea Bastianini       | Ducati Lenovo Team                | Ducati  | 12  | +4.384    | 1         | 4    |
| 7                                                            | 31    | Pedro Acosta          | Red Bull GasGas Tech3             | KTM     | 12  | +5.088    | 7         | 3    |
| 8                                                            | 41    | Aleix Espargaró       | Aprilia Racing                    | Aprilia | 12  | +6.161    | 13        | 2    |
| 9                                                            | 20    | Fabio Quartararo      | Monster Energy Yamaha MotoGP      | Yamaha  | 12  | +7.501    | 9         | 1    |
| 10                                                           | 25    | Raúl Fernández        | Trackhouse Racing                 | Aprilia | 12  | +8.484    | 16        |      |
| 11                                                           | 72    | Marco Bezzecchi       | Pertamina Enduro VR46 Racing Team | Ducati  | 12  | +9.529    | 6         |      |
| 12                                                           | 88    | Miguel Oliveira       | Trackhouse Racing                 | Aprilia | 12  | +10.519   | 15        |      |
| 13                                                           | 73    | Álex Márquez          | Gresini Racing MotoGP             | Ducati  | 12  | +11.458   | 12        |      |
| 14                                                           | 36    | Joan Mir              | Repsol Honda Team                 | Honda   | 12  | +14.035   | 20        |      |
| 15                                                           | 37    | Augusto Fernández     | Red Bull GasGas Tech3             | KTM     | 12  | +14.853   | 18        |      |
| 16                                                           | 21    | Franco Morbidelli     | Prima Pramac Racing               | Ducati  | 12  | +16.049   | 17        |      |
| 17                                                           | 30    | Takaaki Nakagami      | LCR Honda Idemitsu                | Honda   | 12  | +16.398   | 21        |      |
| 18                                                           | 10    | Luca Marini           | Repsol Honda Team                 | Honda   | 12  | +24.907   | 22        |      |
| Ret                                                          | 5     | Johann Zarco          | LCR Honda Castrol                 | Honda   | 5   | Bỏ cuộc   | 19        |      |
| Ret                                                          | 33    | Brad Binder           | Red Bull KTM Factory Racing       | KTM     | 3   | Tai nạn   | 10        |      |
| Ret                                                          | 49    | Fabio Di Giannantonio | Pertamina Enduro VR46 Racing Team | Ducati  | 3   | Tai nạn   | 14        |      |
| Ret                                                          | 42    | Álex Rins             | Monster Energy Yamaha MotoGP      | Yamaha  | 2   | Tai nạn   | 11        |      |
| Fastest sprint lap: Jorge Martín (Ducati) – 1:38.479 (lap 7) |       |                       |                                   |         |     |           |           |      |
| Kết quả chính thức                                           |       |                       |                                   |         |     |           |           |      |

## Kết quả đua chính thể thức MotoGP
| Stt                                                       | Số xe | Tay đua               | Đội đua                           | Xe      | Lap | Kết quả   | Xuất phát | Điểm |
| --------------------------------------------------------- | ----- | --------------------- | --------------------------------- | ------- | --- | --------- | --------- | ---- |
| 1                                                         | 89    | Jorge Martín          | Prima Pramac Racing               | Ducati  | 25  | 41:18.138 | 3         | 25   |
| 2                                                         | 23    | Enea Bastianini       | Ducati Lenovo Team                | Ducati  | 25  | +0.882    | 1         | 20   |
| 3                                                         | 31    | Pedro Acosta          | Red Bull GasGas Tech3             | KTM     | 25  | +5.362    | 7         | 16   |
| 4                                                         | 33    | Brad Binder           | Red Bull KTM Factory Racing       | KTM     | 25  | +11.129   | 10        | 13   |
| 5                                                         | 43    | Jack Miller           | Red Bull KTM Factory Racing       | KTM     | 25  | +16.437   | 5         | 11   |
| 6                                                         | 72    | Marco Bezzecchi       | Pertamina Enduro VR46 Racing Team | Ducati  | 25  | +19.403   | 6         | 10   |
| 7                                                         | 20    | Fabio Quartararo      | Monster Energy Yamaha MotoGP      | Yamaha  | 25  | +20.130   | 9         | 9    |
| 8                                                         | 41    | Aleix Espargaró       | Aprilia Racing                    | Aprilia | 25  | +21.549   | 13        | 8    |
| 9                                                         | 88    | Miguel Oliveira       | Trackhouse Racing                 | Aprilia | 25  | +23.929   | 15        | 7    |
| 10                                                        | 49    | Fabio Di Giannantonio | Pertamina Enduro VR46 Racing Team | Ducati  | 25  | +28.195   | 14        | 6    |
| 11                                                        | 37    | Augusto Fernández     | Red Bull GasGas Tech3             | KTM     | 25  | +28.244   | 18        | 5    |
| 12                                                        | 36    | Joan Mir              | Repsol Honda Team                 | Honda   | 25  | +29.271   | 20        | 4    |
| 13                                                        | 42    | Álex Rins             | Monster Energy Yamaha MotoGP      | Yamaha  | 25  | +31.334   | 11        | 3    |
| 14                                                        | 30    | Takaaki Nakagami      | LCR Honda Idemitsu                | Honda   | 25  | +34.932   | 21        | 2    |
| 15                                                        | 5     | Johann Zarco          | LCR Honda Castrol                 | Honda   | 25  | +38.267   | 19        | 1    |
| 16                                                        | 93    | Marc Márquez          | Gresini Racing MotoGP             | Ducati  | 25  | +40.174   | 8         |      |
| 17                                                        | 10    | Luca Marini           | Repsol Honda Team                 | Honda   | 25  | +40.775   | 22        |      |
| 18                                                        | 21    | Franco Morbidelli     | Prima Pramac Racing               | Ducati  | 25  | +52.362   | 17        |      |
| Ret                                                       | 12    | Maverick Viñales      | Aprilia Racing                    | Aprilia | 24  | Hộp số    | 2         |      |
| Ret                                                       | 1     | Francesco Bagnaia     | Ducati Lenovo Team                | Ducati  | 23  | Va chạm   | 4         |      |
| Ret                                                       | 73    | Álex Márquez          | Gresini Racing MotoGP             | Ducati  | 17  | Bỏ cuộc   | 12        |      |
| Ret                                                       | 25    | Raúl Fernández        | Trackhouse Racing                 | Aprilia | 3   | Tai nạn   | 16        |      |
| Fastest lap: Enea Bastianini (Ducati) – 1:38.685 (lap 21) |       |                       |                                   |         |     |           |           |      |
| Kết quả chính thức                                        |       |                       |                                   |         |     |           |           |      |

## Bảng xếp hạng sau chặng đua
|   | Stt | Tay đua           | Điểm |
| - | --- | ----------------- | ---- |
| 2 | 1   | Jorge Martín      | 60   |
|   | 2   | Brad Binder       | 42   |
| 2 | 3   | Enea Bastianini   | 39   |
| 3 | 4   | Francesco Bagnaia | 37   |
| 4 | 5   | Pedro Acosta      | 28   |

|  | Stt | Xưởng đua | Điểm |
|  | --- | --------- | ---- |
|  | 1   | Ducati    | 71   |
|  | 2   | KTM       | 50   |
|  | 3   | Aprilia   | 35   |
|  | 4   | Yamaha    | 15   |
|  | 5   | Honda     | 8    |

|   | Stt | Đội đua                     | Điểm |
| - | --- | --------------------------- | ---- |
|   | 1   | Ducati Lenovo Team          | 76   |
| 2 | 2   | Prima Pramac Racing         | 60   |
|   | 3   | Red Bull KTM Factory Racing | 58   |
| 1 | 4   | Aprilia Racing              | 44   |
| 3 | 5   | Gresini Racing MotoGP       | 40   |